# Bernadino Luís Machado Guimarães
Bernardino Luís Machado Guimarães (Rio de Janeiro, 28 de març de 1851 - Porto, 29 d'abril de 1944) va ser el tercer i vuitè president electe de la República portuguesa.
Va estudiar Filosofia i Matemàtiques en la Universitat de Coimbra. Va tenir una important repercussió com a dirigent maçó en la 'Loja Perseverança' del Gran Orienti Lusitano, arribant a ser president de la lògia entre 1895 i 1899. Després de l'arribada de la república, va ser nomenat ministre d'Afers exteriors i ministre de l'Interior, i va arribar a ser president de Portugal dues vegades.